# Saison 1 de Frankie 2.0
Chronologie
Saison 2
Cet article présente les épisodes de la première saison de la série télévisée américaine Frankie 2.0 diffusée du 11 septembre 2017 au 6 octobre 2017 sur Nickelodeon.
En France, la première saison est diffusée du 12 février 2018 au 9 mars 2018 sur Nickelodeon Teen puis en Belgique du 3 septembre 2018 au 14 décembre 2018 sur Nickelodeon Belgique.

## Distribution
- Alex Hook : Frankie Gaines
- Uriel Baldesco : Lucia
- Sophia Forest : Jenny Gaines
- Michael Laurino : Will Gaines
- Kyson Facer : Andrew
- Sophia Forest : Jenny
- Mohana Krishnan : Tammy
- Jayce Mroz : Robbie
- Carson Rowland : Cole
- J.D. Ballard : M. Kingston
- Carrie Schroeder : Dr Sigourney Gaines
- Mark Jacobson : Voix de "PEGS1"
- Nicole Alyse Nelson : Dayton Reyes
- Joy Kigin : Mme Hough
- Armani Barrett : Byron Patrick
- Todd Allen Durkin : Dr James Peters
- Kristi Beckett : Makayla

## Épisodes

### Épisode 1 et 2:Bienvenue chez les Gaines/Championne de maths
- États-Unis : 4 et 11 septembre 2017 sur Nickelodeon
- France : 12 février 2018 sur Nickelodeon Teen
- Belgique : 3 septembre 2018 sur Nickelodeon Belgique

- États-Unis : 1,27 million de téléspectateurs (première partie)[1] (première diffusion)
- États-Unis : 1,47 million de téléspectateurs (deuxième partie)[2] (première diffusion)

- JC Casely : Casey
- Victor Jones : Mr. Manhart
- Kevin Harrison : Night Guard 1
- Michael Sanchez : Night Guard 2

### Épisode 3:Fan de comédie romantique
- États-Unis : 12 septembre 2017 sur Nickelodeon
- France : 13 février 2018 sur Nickelodeon Teen
- Belgique : 10 septembre 2018 sur Nickelodeon Belgique

- États-Unis : 1,32 million de téléspectateurs[3] (première diffusion)

- Katelyn Adair : Student 1
- Brian Dijols : Student 2

### Épisode 4:Comme une radio
- États-Unis : 13 septembre 2017 sur Nickelodeon
- France : 14 février 2018 sur Nickelodeon Teen
- Belgique : 17 septembre 2018 sur Nickelodeon Belgique

- États-Unis : 1,46 million de téléspectateurs[4] (première diffusion)

- Victor Jones : Mr. Manhart
- Justin Jarzombeck : John
- Rachael Thompson : Engineer

### Épisode 5:Amies-ennemies
- États-Unis : 14 septembre 2017 sur Nickelodeon
- France : 15 février 2018 sur Nickelodeon Teen
- Belgique : 24 septembre 2018 sur Nickelodeon Belgique

- États-Unis : 1,29 million de téléspectateurs[5] (première diffusion)

- Jeanne Bennett : Ms. Kagan
- Justin Jarzombeck : John
- Victor Jones : Mr. Manhart
- Rachael Thompson : Engineer
- Zachery Robbins : Football Player

### Épisode 6:Panne de batterie
- États-Unis : 15 septembre 2017 sur Nickelodeon
- France : 16 février 2018 sur Nickelodeon Teen
- Belgique : 1er octobre 2018 sur Nickelodeon Belgique

- États-Unis : 1,3 million de téléspectateurs[6] (première diffusion)

- Bob Schenkel : Elderly Man
- Fern Katz : Elderly Woman

### Épisode 7:Peine de cœur
- États-Unis : 18 septembre 2017 sur Nickelodeon
- France : 19 février 2018 sur Nickelodeon Teen
- Belgique : 8 octobre 2018 sur Nickelodeon Belgique

- États-Unis : 1,14 million de téléspectateurs[7] (première diffusion)

- Justin Jarzombeck : John

### Épisode 8:Perdue
- États-Unis : 19 septembre 2017 sur Nickelodeon
- France : 20 février 2018 sur Nickelodeon Teen
- Belgique : 15 octobre 2018 sur Nickelodeon Belgique

- États-Unis : 1,22 million de téléspectateurs[8] (première diffusion)

- Constance Fields : Judge
- Eric Garduno : Competition Student
- Justin Jarzombeck : John

### Épisode 9:Déconnexion
- États-Unis : 20 septembre 2017 sur Nickelodeon
- France : 21 février 2018 sur Nickelodeon Teen
- Belgique : 22 octobre 2018 sur Nickelodeon Belgique

- États-Unis : 1,19 million de téléspectateurs[9] (première diffusion)

- Victor Jones : Mr. Manhart
- Rachael Thompson : Engineer Anderson

### Épisode 10:En mode échec
- États-Unis : 21 septembre 2017 sur Nickelodeon
- France : 22 février 2018 sur Nickelodeon Teen
- Belgique : 29 octobre 2018 sur Nickelodeon Belgique

- États-Unis : 1,1 million de téléspectateurs[10] (première diffusion)

- Justin Jarzombeck : John
- Victor Jones : Mr. Manhart
- Rachael Thompson : Engineer Anderson

### Épisode 11:Fichier voix de Frankie introuvable
- États-Unis : 22 septembre 2017 sur Nickelodeon
- France : 23 février 2018 sur Nickelodeon Teen
- Belgique : 5 novembre 2018 sur Nickelodeon Belgique

- États-Unis : 1,33 million de téléspectateurs[11] (première diffusion)

- JC Casely : Casey
- Justin Jarzombeck : John
- Katherine McDonald : Mrs. Mulligan
- Rachael Thompson : Engineer Anderson

### Épisode 12:Manger
- États-Unis : 25 septembre 2017 sur Nickelodeon
- France : 26 février 2018 sur Nickelodeon Teen
- Belgique : 26 novembre 2018 sur Nickelodeon Belgique

- États-Unis : 1,17 million de téléspectateurs[12] (première diffusion)

- JC Casely : Casey
- Anna Hinsley : Figueroa Team Member
- Justin Jarzombeck : John
- Nicole Kinzel : Smoothie Barista
- Rita Manyette : Proctor
- Rachael Thompson : Engineer Anderson

### Épisode 13:Téléguidée
- États-Unis : 26 septembre 2017 sur Nickelodeon
- France : 27 février 2018 sur Nickelodeon Teen
- Belgique : 3 décembre 2018 sur Nickelodeon Belgique

- États-Unis : 1,07 million de téléspectateurs[13] (première diffusion)

- Rachael Thompson : Engineer Anderson
- Welder Santos : Busboy

### Épisode 14:Un risque d'exclusion
- États-Unis : 27 septembre 2017 sur Nickelodeon
- France : 28 février 2018 sur Nickelodeon Teen
- Belgique : 10 décembre 2018 sur Nickelodeon Belgique

- États-Unis : 1,11 million de téléspectateurs[14] (première diffusion)

- Justin Jarzombeck : John
- Victor Jones : Mr. Manhart
- David Kelley : Warpa Agent
- Rachael Thompson : Engineer Anderson

### Épisode 15:Loin d'être seule
- États-Unis : 28 septembre 2017 sur Nickelodeon
- France : 1er mars 2018 sur Nickelodeon Teen
- Belgique : 11 décembre 2018 sur Nickelodeon Belgique

- États-Unis : 1,09 million de téléspectateurs[15] (première diffusion)

- Justin Jarzombeck : John
- Elgin Aponte : DJ

### Épisode Spécial:Téléchargement en cours
- États-Unis : 29 septembre 2017 sur Nickelodeon
- France : 2 mars 2018 sur Nickelodeon Teen
- Belgique : 11 décembre 2018 sur Nickelodeon Belgique

- États-Unis : 1,14 million de téléspectateurs[16] (première diffusion)

### Épisode 16:Sur la piste
- États-Unis : 2 octobre 2017 sur Nickelodeon
- France : 5 mars 2018 sur Nickelodeon Teen
- Belgique : 11 décembre 2018 sur Nickelodeon Belgique

- États-Unis : 1,35 million de téléspectateurs[15] (première diffusion)

- Justin Jarzombeck : John
- Elgin Aponte : DJ
- Susan Dean : Ms. Fleckenstein
- David Kelley : Warpa Agent

### Épisode 17:Mini-golf révélateur
- États-Unis : 3 octobre 2017 sur Nickelodeon
- France : 6 mars 2018 sur Nickelodeon Teen
- Belgique : 12 décembre 2018 sur Nickelodeon Belgique

- États-Unis : 1,29 million de téléspectateurs[17] (première diffusion)

- Justin Jarzombeck : John
- Katrina Rose Tandy : Girl with Phone
- David Kelley : Warpa Agent 1

### Épisode 18:En quête de gloire
- États-Unis : 4 octobre 2017 sur Nickelodeon
- France : 7 mars 2018 sur Nickelodeon Teen
- Belgique : 13 décembre 2018 sur Nickelodeon Belgique

- États-Unis : 1,19 million de téléspectateurs[18] (première diffusion)

- Richard Litz : Large Student
- Rachael Thompson : Engineer Anderson
- Dan Johnson : Mechanic
- David Kelley : Warpa Agent

### Épisode 19:Démasquée
- États-Unis : 5 octobre 2017 sur Nickelodeon
- France : 8 mars 2018 sur Nickelodeon Teen
- Belgique : 14 décembre 2018 sur Nickelodeon Belgique

- États-Unis : 1,28 million de téléspectateurs[19] (première diffusion)

- David Kelley : Warpa Agent

### Épisode 20:Cible facile
- États-Unis : 6 octobre 2017 sur Nickelodeon
- France : 9 mars 2018 sur Nickelodeon Teen
- Belgique : 14 décembre 2018 sur Nickelodeon Belgique

- États-Unis : 1,13 million de téléspectateurs[20] (première diffusion)

- Alex Hook : Eliza
- David Kelley : Warpa Agent 1
- Eric Gaunaurd : Stage Manager
- Jake Little : Morlock Player 1
- Natalia Patino : Morlock Player 2
- Ame Livinston : Head Judge
- Rob Iberg : Brain Squad Security 1